# Griechischer Nationaler Rundfunkrat
Der Griechische Nationale Rundfunkrat (griechisch Εθνικό Συμβούλιο Ραδιοτηλεόρασης Ethnikó Symvoúlio Radiotileórasis (ESR)) ist eine unabhängige Behörde in Athen und gemäß der Verfassung Griechenlands für die Kontrolle, Einrichtung und Bewertung von Hörfunk und Fernsehen verantwortlich.

## Geschichte
Der ESR wurde 1989 durch das Gesetz 1866 vom Griechischen Parlament gegründet. Die erste Sitzung fand im November desselben Jahres statt. Nach wiederholten Änderungen des rechtlichen Rahmens wird der Betrieb derzeit durch die Gesetze 2863-2000 und 3052-2002 in erster Linie, durch 2328-1995, 2644-1998 und 3021-2002 in zweiter Linie, als auch durch die Präsidentendekrete 310-1996 und 100-2000 definiert.

## Aufgaben
Der ESR soll in erster Linie die Aufrechterhaltung des politischen Pluralismus sicherstellen.
Er befasst sich mit der Entwicklung von Nachrichten und anderen journalistischen und politischen Rundfunk-, Unterhaltungs- und Bildungsprogrammen sowie Werbung auf Grundlage der Verhaltenskodizes der einzelnen Branchen. Dazu gehört auch die Bestimmung der wichtigsten Elemente einer Fernsehsendung wie Genre, Inhalt, Dauer, Produktionsunternehmen, korrekte Datums- und Uhrzeitanzeige oder die Signal-Klassifikation. Als Teil dieser Aufgabe ist die Kontrolle der Programme und der Einhaltung der geltenden Vorschriften oder Verhaltenskodizes der ESR nötig. Die Vergabe der Registrierungsinformationen über die Einrichtungen in den einzelnen Ausschüssen und die Einstufung der Fernsehprogramme in Altersklassen (ähnlich der deutschen FSK) ist ebenso ein Aufgabenbereich, wie die Prüfung von Sanierungsanträgen und Ansprüche auf Wiedergutmachung, das Nachkommen von Zuschauerwünschen, sowie der Schutz der Rechte des geistigen Eigentums.

## Organisationsstruktur
Die Funktionen des ESR bestehen aus folgenden Abschnitten:
- rechtmäßige Lizenzierung und Transparenz im Wettbewerb,
- Sicherung der Programmqualität und Schutz der Menschenrechte,
- Sicherung der Kommunikationsmöglichkeiten,
- Verwaltung technischer Angelegenheiten und der Logistik, sowie technischen Support.

Die einzelnen Aufgabenbereiche werden durch gesonderte Abteilungen übernommen. Diese sind personell durch spezialisiertes Personal aus verschiedenen Disziplinen besetzt, wobei die Zusammensetzung durch den Direktor bestimmt wird. Zusätzlich besteht ein Rat.

### Technische Abteilung
Die technische Abteilung ist zuständig für die Kontrolle der Einhaltung der technischen Normen für die Rundfunkstationen und ist an allen einschlägigen wissenschaftlichen Programmen beteiligt, die neue Technologien für den Rundfunk entwickeln oder bestehende Technik verändern.

### Logistische Abteilung
Der Bereich der logistischen Abteilung organisiert die Arbeit der Mitarbeiter. Sie ist weiterhin für die Bearbeitung wirtschaftlicher Themen und die Bereitstellung von Material zuständig und unterstützt den Rat in den Bereichen IT-Systeme und Telekommunikation.

### Abteilung für Lizenzierung und Legalität
Die Abteilung vergibt, verlängert oder ändert Lizenzen an einerseits kostenlose Radio- und TV-Stationen, wie Amateur-Radio- oder Netzwerkstationen, die alle technischen Mittel zur Übertragung und Signalverarbeitung zum Download anbieten (sogenannte Streaming Media) und andererseits an Unternehmen, die im kommerziellen Rundfunkbereich tätig sind und ihr Programm über terrestrische Sender ausstrahlen. Zudem kontrolliert die Abteilung die Einhaltung der Lizenzregeln der Sender.

### Abteilung für Kommunikation
Die Abteilung unterhält die Website, übernimmt die Pflege der öffentlichen Beziehungen und informiert Bürger, Behörden und Medienvertreter über die Aktivitäten des ESR.

### Abteilung für Kontrolle und Transparenz im Wettbewerb
Die Aufgaben der Abteilung liegen darin, Unternehmen lizenzierte Radio- oder Fernsehsender, sowie Produkte von Werbeunternehmen, Verlagsgesellschaften und Zeitungen zugänglich zu machen. Sie stellt Hard- und Software, die erforderlich ist, um Zugang zu Dienstleistungen und elektronischen oder gedruckten Formen von Bildungs- oder wissenschaftlicher Art zu erhalten. Außerdem kontrolliert die Abteilung Verstöße gegen die Vorschriften des Wettbewerbs.

## Rat
Der ESR besteht aus einem siebenköpfigen Vorstand. Er besteht aus dem Präsidenten, dem Vize-Präsidenten und fünf weiteren Mitgliedern. Durch die Bestimmungen des Artikels 101a wird der Schutz der personenbezogenen und funktionalen Unabhängigkeit der Mitglieder gesichert.
Entscheidungen werden durch alle Mitglieder des Rates mittels einer Mehrheit von vier Fünfteln gefällt. Die Amtszeit der Mitglieder beträgt vier Jahre und kann einmal verlängert werden.

## Derzeitige Mitglieder
Präsident:
- Ioannis Laskaridis, stellvertretender Leiter des Areopag

Vizepräsident:
- Nestor Kourakis, Professor für Kriminologie und Strafvollzug an der Fakultät für Rechtswissenschaft, Universität Athen

Mitglieder:
- Evi Demiris, Journalistin
- Iris Avdi-Kalkani, Autorin und Rechtsanwältin
- Giannis Papakostas, Professor für moderne griechische Literatur an der Universität Athen
- Konstantinos Tsourakis, Journalist
- Konstantinos Apostolas, Informatiker